# Вейнгарден
Вейнгарден (нід. Wijngaarden) — село в нідерландській провінції Південна Голландія. Входить до муніципалітету Моленланден.
Його площа становить 6,38 км², а населення станом на 2008 рік складало 697 осіб.
До 1986 року мало статус окремого муніципалітету.